# Pałac w Nowiźnie
Pałac w Nowiźnie (niem. Schloss Neudorf) – pałac z XVI w. w Nowiźnie, w powiecie dzierżoniowskim wpisany do rejestru zabytków nieruchomych województwa dolnośląskiego.
Właścicielami w XVII-XVIII w. była rodzina von Gellhorn. W 1870 r. majątek był własnością hr. Friedrich Wilhelm von Perposchar (1819 –1893). Od jego imienia pałac nazwano Wilhelmsburg, marszałka dworu królewskiego w Berlinie, m.in. posła w Hadze. po nim cały majątek dziedziczy jego syn Alexander von Perponcher-Sedlnitzky  (1854–1937) żonaty z hr. Różą Zofią 
Żeleńską de Zelonka (1867-1933) herbu Ciołek. Na szczycie spichlerza znajdują się herby Perponcher-Sedlnitzky i Ciołek.

## Opis
Piętrowy pałac wybudowany w XVII w., kryty dachem mansardowym z lukarnami. Po bokach głównego budynku znajdują się wysunięte do przodu alkierze: po lewej stronie kryty dachem wieżowym, natomiast po prawej stronie renesansowy szczyt alkierza skierowany do frontu kryje dach dwuspadowy. Główne wejście znajduje się w centralnie położonym ganku. Nad wejściem do ganku, we frontonie umieszczony jest kartusz z herbem rodziny von Perponcher-Sedlnitzky, właścicieli pałacu od połowy XIX w. Po bokach wieńczące fronton dwa wazony na postumentach. Na ścianie lewego alkierza, od strony frontu, znajduje się herb rodziny Gellhorn, właścicieli pałacu w XVII-XVIII w., natomiast na ścianie prawego herb Barbary von Nostitz, żony Friedricha von Schelndorf W pałacu znajduje się replika epitafium Bernharda von Schellendorff (zm. (1593) z kościoła pw. Najświętszego Serca Pana Jezusa w Nowiźnie z napisem: “W roku 1593 w środę po świętach wielkanocnych pomiędzy godziną czwartą a pierwszą w nocy zasnął w Bogu szlachetny pan Bernhard von Schellendorff, pan na Nowiźnie i Mościsku a także na (tekst nieczytelny) oraz Lubowie, który w dniu sądu ostatecznego zmartwychwstanie. Obiekt jest częścią zespołu pałacowego, w skład którego wchodzi jeszcze park z 1820.
Nowy właściciel prowadzi remont pałacu.

## Właściciele
- XVI w. Bernhard von Schelndorf (zm. 1593)
- 1602 Niclas von Schelndorf
- Friedrich von Schelndorf
- XVII w. von Czettritz
- Friedricha von Czettritz (zm. 1657)
- Ernst; Sigmund i Hans von Czettritz
- 1677 Ernst Albrecht von Czettritz auf Neudorf
- 1770 Charlotte von Gellhorn
- Christian Friedrich hr. Stolberg-Wernigerode
- XVIII w. Christian Friedrich Graf zu Stolberg-Wernigerode
- Ferdynand von Stolberg-Wernigerode
- 1890 Wilhelm i Alexander Perponcher-Sedlnitzky
- 1945 hr. von Perponcher-Sedlnitzki
- 1945-46 Armia Radziecka
- wójt
- Gminna Spółdzielnia „Samopomoc Chłopska"
- 2007 obecny właściciel[11]

## Galeria

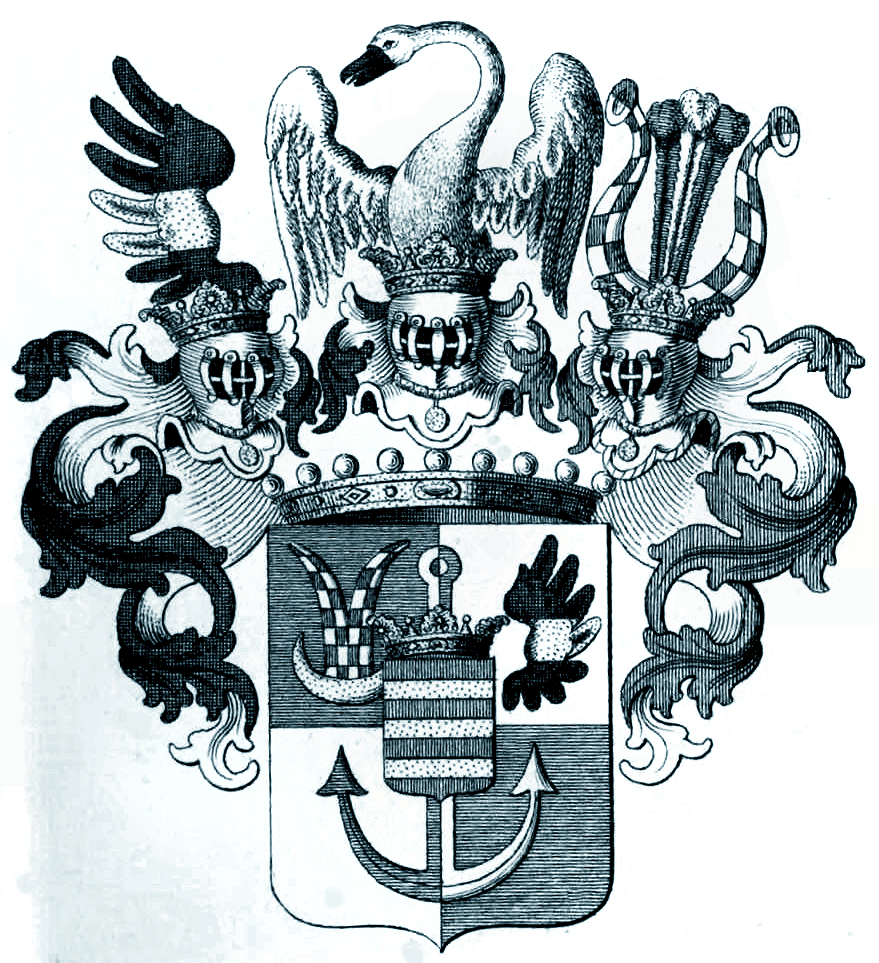
Herby: von Nostitz
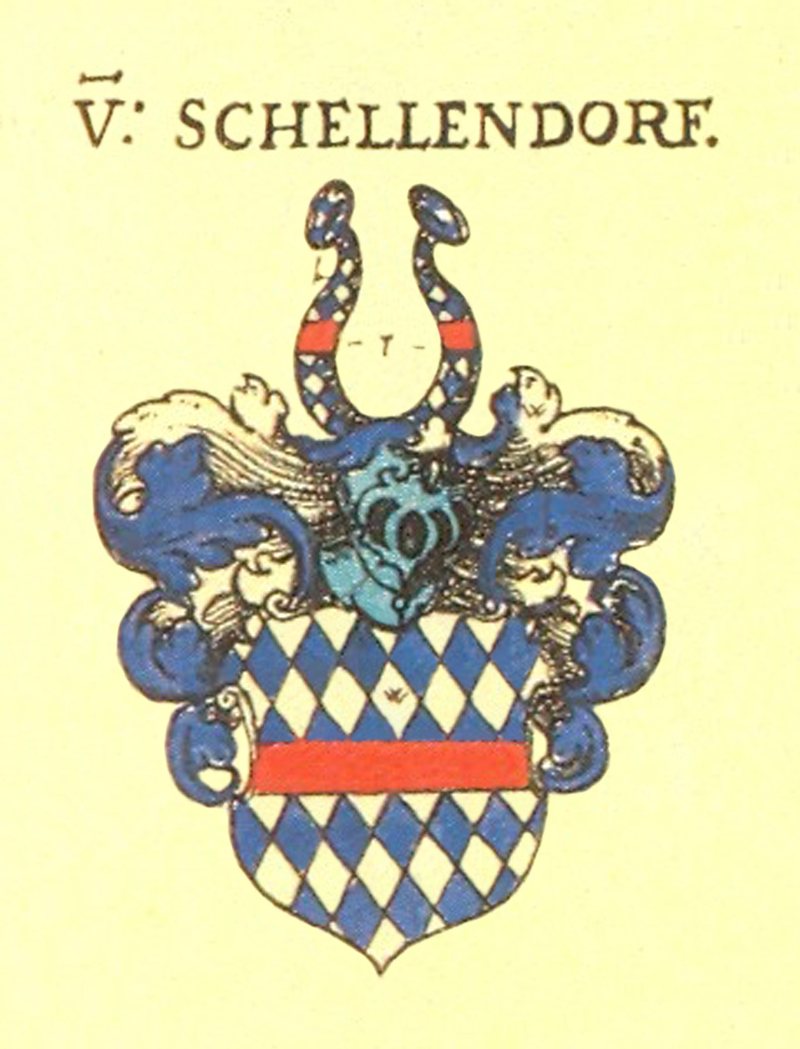
Schelndorf, XVI-XVII w.
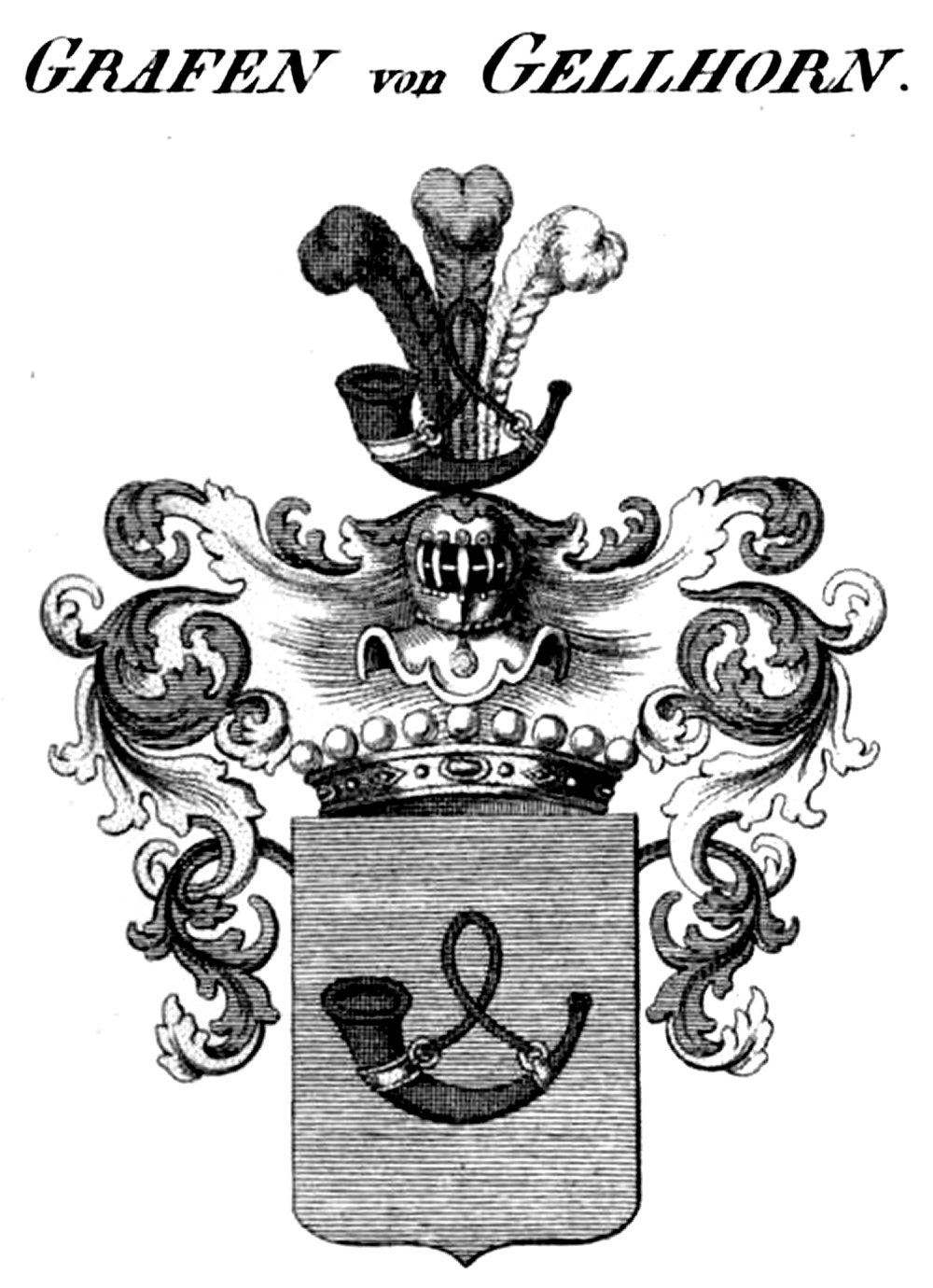
von Gellhorn, XVIII w.
von Perponcher-Sedlnitzky, XIX-XX w.
Herb Ciołek XIX-XX w.